# 백제로
백제로(Baekje-ro)는 전북특별자치도 익산시 웅포면 웅포대교에서 익산시 삼기면을 잇는 16.82km 길이의 도로이다.

## 주요 경유지
전북특별자치도
- 익산시 (웅포면 . 함라면 . 함열읍 . 삼기면)

## 노선
| 이름         | 접속 노선                 | 소재지 | 소재지 | 비고                    |
| ------------ | ------------------------- | ------ | ------ | ----------------------- |
| 웅포대교     |                           | 익산시 | 웅포면 |                         |
| 맹산사거리   | 지방도 제706호선 (강변로) | 익산시 | 웅포면 |                         |
| 당나고개     |                           | 익산시 | 웅포면 |                         |
| 송천삼거리   | 지방도 제724호선 (송천로) | 익산시 | 웅포면 | 지방도 제724호선과 중복 |
| 숭림사거리   | 함라1길                   | 익산시 | 함라면 | 지방도 제724호선과 중복 |
| 금성 교차로  | 지방도 제711호선 (함안로) | 익산시 | 함라면 |                         |
| 탑고지사거리 | 지방도 제724호선 (함낭로) | 익산시 | 함라면 |                         |
| 용산사거리   | 황성로                    | 익산시 | 함라면 |                         |
| 다송1교      |                           | 익산시 | 함열읍 |                         |
| 다송2교      |                           | 익산시 | 함열읍 |                         |
| 다송철교     |                           | 익산시 | 함열읍 |                         |
| 함열교       |                           | 익산시 | 함열읍 |                         |
| 다송사거리   | 국도 제23호선 (익산대로)  | 익산시 | 함열읍 |                         |
| 상마사거리   | 흘산로                    | 익산시 | 함열읍 |                         |
| 서두삼거리   | 하나로                    | 익산시 | 삼기면 |                         |
| 오룡사거리   | 지방도 제718호선 (진북로) | 익산시 | 삼기면 |                         |
| 보안교       |                           | 익산시 | 삼기면 |                         |
| 간촌삼거리   | 지방도 제722호선 (황금로) | 익산시 | 삼기면 |                         |